# Regmatodon filiformis
Regmatodon filiformis là một loài rêu trong họ Regmatodontaceae. Loài này được Schimp. ex Besch. mô tả khoa học đầu tiên năm 1872.
Danh pháp khoa học của loài này chưa được làm sáng tỏ. 